# Cubanichthys pengelleyi
Cubanichthys pengelleyi är en fiskart som först beskrevs av Fowler, 1939.  Cubanichthys pengelleyi ingår i släktet Cubanichthys och familjen Cyprinodontidae. Inga underarter finns listade i Catalogue of Life.